# Asuanska brana
Asuanska brana, naziv za branu koju je Egipat, uz veliku pomoć SSSR-a, sagradio na rijeci Nil kod grada Asuana između 1960. i 1970. godine. Ponekad se naziva Nova asuanska brana kako bi se razlikovala od Stare asuanske brane koju su početkom 20. stoljeća sagradili Britanci.
Gradnja asuanske brane predstavlja jedno od najvećih i najspektakularnijih dostignuća građevinarstva 20. stoljeća.
S druge strane, bila je povezana s nizom problema. Zbog izgradnje brane i stvaranja Naserovog jezera prijetila je opasnost potapljanja mnogih vrijednih spomenika, uključujući kompleks u Abu Simbelu. Zbog toga je pod pritiskom UNESCO-a proveden kompleksni postupak premještanja na novu lokaciju.
U posljednje vrijeme Asuanska brana je predmet kontroverzi zbog erozije tla u delti Nila, odnosno povećanog zagađenja u Sredozemlju.

## Povijest
Prvi zabilježeni pokušaji regulacije protoka Nila dogodili su se još u 11. stoljeću, ali sve do 19. stoljeća ljudski utjecaji na protok rijeke nisu bili veliki.
Staru Asuansku branu (engl. Low Aswan Dam) projektirali su britanski inženjeri. Gradnja je započela 1898. godine i završena 1902. godine. Uskoro se pokazalo da je brana premala za zadovoljenje svih potreba, pa je u dva navrata nadograđivana.
Potreba za ponovnim povišenjem brane pojavila se opet 1946. godine, ali Britanska uprava se radije odlučuje za gradnju nove veće brane uzvodno od postojeće. Gradnja nije počela jer su uslijedile godine prilično uzburkanih političkih događanja. Monarhija i kolonijalna vlast su svrgnuti 1952. godine. Proglašena je republika i osnovano revolucionarno vijeće, a 1954. godine vlast preuzima Gamal Abdel Nasser. Planovi o gradnji nove brane također se obnavljaju 1954. godine, ali Velika Britanija i SAD iz političkih razloga odbijaju podržati projekt.
Egipat tada pomoć za gradnju traži od Sovjetskog Saveza. Financiranje brane Egipat osigurava nacionalizacijom Sueskog kanala (1956.), što je bio povod za vojni napad Velike Britanije, Francuske i Izraela na Egipat (Sueska kriza), iako je Egipat ponudio nadoknadu za bivše vlasnike. Rat završava povlačenjem okupacionih snaga.

## Karakteristike brane i hidroelektrane
Sklapanje bilateralnog ugovora između Egipta i Sudana o raspodjeli vodnih resursa Nila 1959., omogućilo je početak gradnje Nove Asuanske brane (engl. High Aswan Dam). Gradnja započinje 7,3 km uzvodno od stare brane uz pomoć inženjera iz Sovjetskog Saveza, početkom 1960., a završava 1970. Dimenzije gotove brane su veličanstvene. Dužina 3 830 m od čega 520 m između obala rijeke, visina 111 m, širina 980 m na dnu i 40 m na vrhu. U branu je ugrađeno 43 milijuna m3 materijala, što je 17 puta više nego što je ugrađeno u veliku piramidu u Gizi. Stvoreno je Naserovo jezero dužine skoro 600 km, prosječne širine 10 km, maksimalne širine 50 km, površine veće od 6 200 km2  i maksimalne dubine 182 m. Jezero se većim dijelom nalazi u Egiptu (5 250 km2) i taj se dio naziva jezero Nasser, a manji dio se nalazi u Sudanu (970 km2), pod imenom jezero Nubia. Tako je stvoreno spremište vode koje s dijelom namijenjenim za slučajeve visokog vodostaja može pohraniti 162 km3 vode.
Umjetno jezero postepeno se punilo već tijekom gradnje, a potpuno je napunjeno tek 6 do 7 godina nakon završetka gradnje. Instalirano je 12 električnih generatora pojedinačne snage 175 MW, a ukupne snage 2 100 MW, što je otprilike jednako instaliranoj snazi svih hidroelektrana u Hrvatskoj.

### Prednosti
Poljoprivreda u Egiptu, s obzirom na vrlo male količine oborina potpuno ovisi o navodnjavanju. Gradnja brane omogućila je povećanje ukupnih obradivih površina i prelazak velikih poljoprivrednih površina sa sezonskog načina navodnjavanja ovisnog o protoku rijeke, na trajno navodnjavanje. Poljoprivredna proizvodnja postala je neovisna o promjenama protoka Nila, jer brana je omogućila ispuštanje pohranjene vode u jezeru tijekom sušnih perioda, kada je dotok voda mali i pohranu viškova vode kada je dotok Nila preobilan, pa bi mogao izazvati velike poplave. Sve to omogućilo je na velikom dijelu poljoprivrednih površina dvije, a na manjem dijelu površina čak tri žetve godišnje. Također su se masovnije mogle uzgajati i ekonomski atraktivnije vrste poput riže.
Smanjene promjena u protoku rijeke osigurale su stalni vodostaj koji je pak omogućio poboljšanje riječnog prometa, što je pozitivno utjecalo na razvoj transporta i turizma. Samo umjetno jezero dodatno se koristi kao ribolovno područje s godišnjim ulovom od 15 000 do 25 000 tona ribe. Udio Asuanske brane u namirivanju ukupnih potreba Egipta za električnom energijom je 1970-tih bio oko 60 %, a 1980-tih oko 50 %. Dodatne količine energije posebno su dobro došle industriji opeke zbog povećane potražnje uzrokovane porastom stanovništva i urbanizacijom.

### Nedostaci

#### Gubitak mulja
Izuzetna plodnost tla oko rijeke održavana je u prošlosti redovitim godišnjim poplavama koje su na tlo nanosile mulj kojim voda Nila obiluje upravo tijekom sezone poplava. Gradnjom brane, 97 % tog mulja sada se taloži i zadržava u umjetnom jezeru, a onaj mali ostatak mulja koji prođe još je dodatno kvalitativno izmijenjen zbog promjene postotnih udjela veličinskih klasa čestica u njegovom sastavu. Da stvar bude još gora, 99,98 % mulja koji se taloži u jezeru ostaje na početku jezera Nubia, što može uzrokovati probleme u cijelom sustavu puno ranije nego se to prije gradnje pretpostavljalo. Sprečavanje donošenja mulja rijekom uzrokovalo je cijeli niz problema. Zbog ubrzanog slabljenja kvalitete i plodnosti tla postalo je neophodno korištenje sve većih količina umjetnih gnojiva, čija proizvodnja troši velike količine energije, koja se velikim dijelom dobiva iz fosilnih goriva. Ovisnost današnje moderne proizvodnje hrane o energiji, te posebice fosilnim gorivima postaje svjetski problem, a Egipat bi time mogao biti posebno jako pogođen.

#### Povećanje erozije
Nedostatak mulja uzrokovao je eroziju obala i dna rijeke, te eroziju plodnog područja delte Nila, koja je popraćene salinizacijom tla delte zbog napredovanja mora. Problemi zbog manjka mulja doveli su i do smanjene produktivnosti mora jugoistočnog Mediterana, što je uzrokovalo pad ulova riba i rakova na tom području. Smanjenim ulovom u moru tako je uspješno poništena dobrobit ulova iz jezera, uz pojavu dodatnih problema. Primjerice, ulov iz mora je prije lako dolazio do zainteresiranih potrošača u gusto naseljenom priobalju, za razliku od ulova iz jezera s kojim i danas ima problema oko plasmana na udaljena tržišta.

#### Povećana salinizacija
Zanimljivo je da i proizvodnja opeka, koja je imala koristi od energije iz hidrocentrale, sada zbog nedostatka mulja ima velikih problema s nabavom kvalitetne sirovine za njihovu proizvodnju. Pojačano navodnjavanje tla bez odgovarajuće izvedene drenaže, uzrokovalo je njegovu ubrzanu salinizaciju, izvlačenjem soli iz dubljih slojeva tla na površinu, te time i povećanje saliniteta Sredozemnog mora.

#### Povećanje bolesti
Regulacija protoka rijeke i trajno navodnjavanje tla pogodovali su povećanju učestalosti bolesti poput malarije i bilharzije. Već nakon gradnje prve brane učestalost bilharzije je povećana pet puta. Danas, u pet država uz Nil od bilharzije je oboljelo više od 50 % stanovništva, a u nekim navodnjavanim područjima čak 100 %. Malarija i bilharzija su teške parazitarne bolesti s razarajućim socioekonomskim posljedicama za područja u kojima se pojavljuju.

#### Povećanja politička nestabilnost
Prosječni godišnji protok Nila od 84 km3 vode, Egipat i Sudan su bilateralnim sporazumom podijelili tako da 55,5 km3 pripada Egiptu, a 18,5 km3 Sudanu, što ukupno iznosi 74 km3 vode. Razlika od 10 km3 vode, odnosno 12 % ukupne količine, predstavlja cijenu sporazuma i napretka u opskrbi vodom za navodnjavanje, jer to je količina vode koja ishlapi s velike površine umjetnog jezera koje je napravljeno usred pustinje. Gubici vode isparavanjem iz jezera i s povećanih površina tla koje se navodnjava, uzrokuju smanjenje količine vode koja dolazi do delte Nila, što može dodatno ubrzati prodiranje mora i salinizaciju delte, koja je već ugrožena ubrzanom erozijom.
Treba spomenuti nezadovoljstvo preostalih sedam država zainteresiranih za vode Nila (Etiopija, Kongo, Uganda, Ruanda, Kenija, Burundi i Tanzanija), koje se nalaze uzvodno, a nisu bile konzultirane o gradnji. Ovdje posebno treba istaknuti Etiopiju iz koje dolazi više od 80 % vode Nila. Smanjena količina vode, uzrokovana isparavanjem iz jezera, može povećati opasnost od vojnog sukoba za vodu zainteresiranih država. Najnovije napetosti oko neravopravne podjele vodnih resursa Nila pojavile su se nakon 14. svibnja 2010. kada su Tanzanija, Uganda, Ruanda i Etiopija u Ugandi potpisale dogovor o osnivanju komisije za upravljanje vodama Nila. U narednih godinu dana očekuje se i potpisivanje dogovora od strane Kenije, Burundija i Konga.
Na dan potpisivanja dogovora Etiopija je pustila u pogon hidroelektrana Tane Beles (460 MW). Egipatski ministar za vodne resurse i navodnjavanje Mohamed Nasreddin Allam odmah je izjavio da svaki takav projekt mora biti odobren od strane Egipta i Sudana, te da njihova količina vode koju koriste ne smije biti smanjena. Sukob se zasada zadržava na razini egipatskih političkih pritisaka na države i potencijalne investitore u slične projekte koji se planiraju graditi na teritoriju tih država. Cijelu priču dodatno mogu pogoršati klimatske promjene, čije posljedice se već osjećaju u tim državama.

#### Preseljenje ljudi
Osim nezadovoljstva susjednih država, sve do danas je prisutno nezadovoljstvo zbog prisilnog preseljenja 100 000 do 120 000 stanovnika južnog Egipta i sjevernog Sudana, za koje nisu dobili obećane odštete. Stvaranje umjetnog jezera također je napravilo štetu egipatskoj, a time i svjetskoj kulturnoj baštini. Neke poznatije građevine poput Abu Simbela, UNESCO je spasio premještanjem, neke koje su trebale biti potopljene Egipćani su poklonili državama koje su sudjelovale u gradnji brane pa su premješteni u te države, a veliki dio je potopljen u jezeru. Prethodno navedeno predstavlja samo dio štetnih utjecaja.

## Galerija
- Spomenik sovjetsko-egipatskog prijateljstva
- Umjetno Naserovo jezero iz zraka
- Veliki hram Ramzesa II. u Abu Simbelu
- Manji hram faraonke Nefertari u Abu Simbelu
- Zalazak Sunca na Naserovom jezeru

## Vanjske poveznice
- (engl.) Aswan Dam

Wikimedijski zajednički poslužitelj:
|  | Zajednički poslužitelj ima još gradiva o temi Asuanska brana |